# Morača
La Morača (Cyrillique: Морача) est une rivière du Monténégro. Elle prend sa source au nord du Monténégro près du mont Rzača. Elle s'écoule ensuite en direction du sud sur 113 km avant de se jeter dans le lac de Shkodra.

## Description
Près de sa source, la rivière s'écoule dans un canyon et prend la forme d'un torrent au nord de Podgorica. À hauteur de la localité, elle rejoint ses principaux affluents, la rivière Zeta et la Ribnica. La rivière entre alors dans une plaine assez plane avant de se jeter dans le lac de Shkodra.
La largeur de la rivière est généralement peu importante et rend la navigation quasiment impossible. Le canyon, tracé par la rivière, est un corridor naturel qui relie la côte du Monténégro à l'intérieur du pays et à la Serbie. La rivière, qui passe sous le célèbre pont du Millenium, est un des symboles de la ville de Podgorica. 
Le monastère de Morača, fondé en 1252 par Stefan, fils de Vukan Nemanjić, le roi de la Principauté de Zeta, est situé au nord du canyon de la rivière.

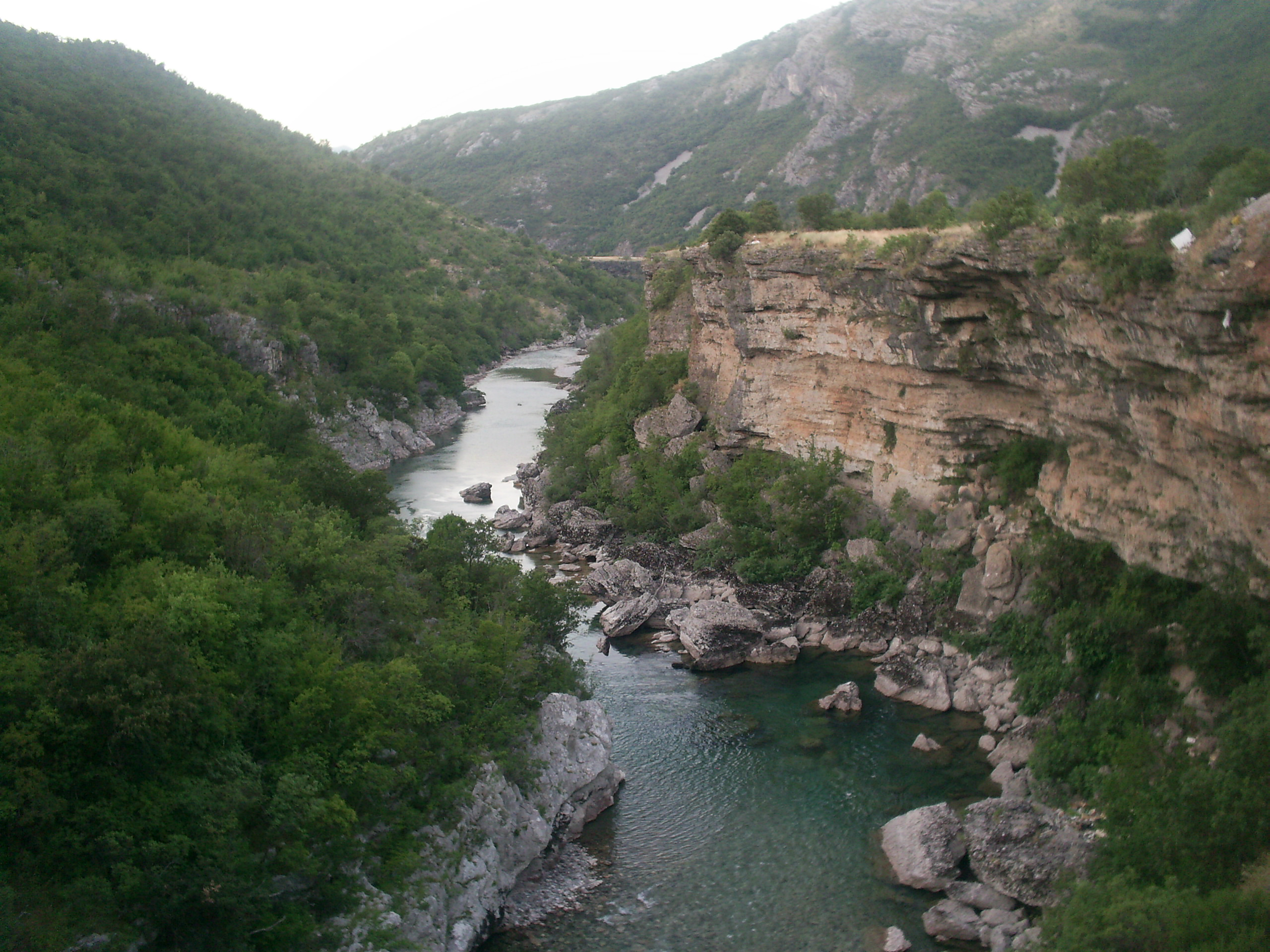
Canyon de la Morača
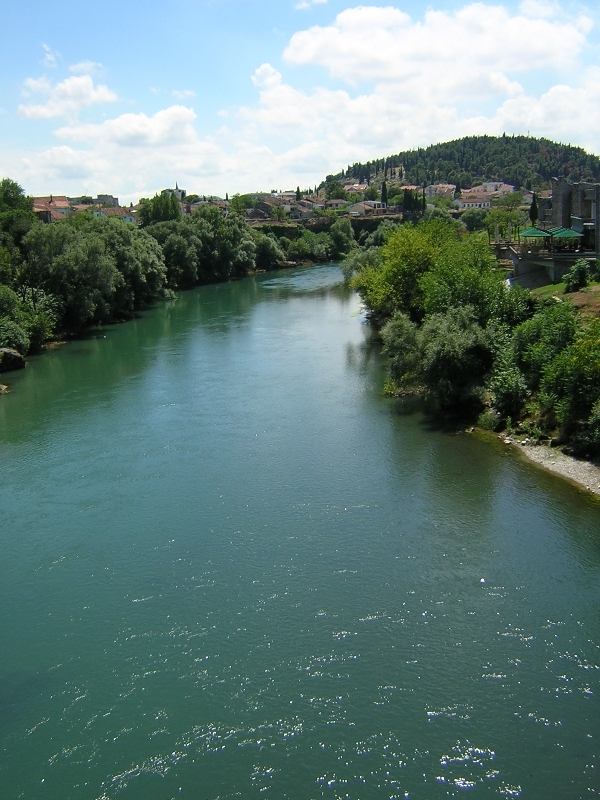
La Morača à Podgorica